# Holzen
Holzen là một đô thị trong huyện Holzminden, bang Niedersachsen, Đức. Đô thị Holzen có diện tích 7 km², dân số thời điểm ngày 31 tháng 12 năm 2006 là 673 người.